# Indépendance (politique)
Pour les articles homonymes, voir Indépendance.
 (mai 2017).
L'indépendance est une condition pour une nation, un pays, un État dans lequel les résidents et la population exercent l'autogouvernance, et habituellement une souveraineté totale sur le territoire. L'opposition de l'indépendance est le fait d'être totalement régenté par une autorité suzeraine ou coloniale.
Cette indépendance est essentiellement politique. Elle se décline aussi sous différentes formes :
- indépendance énergétique : sécurité des approvisionnements en énergie (pétrole, gaz, uranium, etc.) ;
- indépendances monétaires ;
- indépendance économique, etc.

## Accession à l'indépendance
L’obtention d’une telle indépendance implique parfois des événements violents (guerre civile) ou une sécession, plus rarement un processus politique négocié. Cela constitue en tout cas un moment particulièrement important dans la vie d’une nation. La date de l'indépendance d'une nation est souvent l'occasion d'une célébration annuelle, dans certains cas, de la principale fête nationale.
La notion d'indépendance est délicate à utiliser pour certaines nations, notamment pour les plus anciennes, qui se sont formées progressivement, par accrétions successives et assimilations croisées. La notion d'indépendance n'y apparaît que tardivement et lentement, en même temps que l'idée de nation. Par exemple, il est assez ambigu de parler d'indépendance pour :
- la France qui est, soit considérée comme France depuis son origine, soit considérée comme étant le résultat d'un processus d'extension du pouvoir de la famille des Capétiens sur un territoire plus grand que celui qu'ils avaient à l'origine, le nom « France » apparaissant après le couronnement d'Hugues Capet comme roi des Francs ;
- l'Espagne dont on ne peut pas parler d'indépendance, car l'unité de la nation espagnole résulte d'un processus d'unification par le haut de la Castille et de l'Aragon, processus amorcé depuis 1469.

De nos jours, l'indépendance est souvent l'aboutissement d'un mouvement de tout ou partie de la population, souvent nationaliste, qui aboutit à la sécession ou à la séparation d'une partie d'un pays.